# ساغوية (توجردي)
ساغویة (بالفارسية: ساغویه) هي قرية تقع في إيران في قسم توجردي الريفي. يقدر عدد سكانها بـ 304 نسمة بحسب إحصاء 2016.